# Úszfalva
Úszfalva (szlovákul: Uzovce) község Szlovákiában, az Eperjesi kerület Kisszebeni járásában.

## Fekvése
Kisszebentől 7 km-re keletre, a Tarca fölött fekszik.

## Története
A 13. századtól a 19. századig a Tekule nemzetségből származású Úsz család birtoka volt. 1370-ben „Wzfalua” alakban említik először, de a község honlapja szerint már 1280-ban van róla írásos feljegyzés „Uzfalva” néven. Első temploma már a 14. század első felében állt a mai templom helyén. 1427-ben 11 portája adózott. 1715-ben 8 háztartása fizetett adót. 1787-ben 23 házában 239 lakos élt.
A 18. század végén Vályi András így ír róla: „USZFALVA. Uszovce. Tót falu Sáros Várm. fekszik Sz. Györgyhöz közel, és ennek filiája; földgye középszerű.”
A 19. században a Péchy és más családok szereztek itt birtokot. 1828-ban 45 háza és 346 lakosa volt, akik mezőgazdasággal, vászonszövéssel foglalkoztak.
Fényes Elek 1851-ben kiadott geográfiai szótárában így ír a faluról: „Uszfalu, (Uzowce), Sáros v. tót falu, Sz. György fil., 287 kath. 4 ev., 6 zsidó lak. F. u. Usz nemzetség. Ut. p. Eperjes.”
A 19. század közepétől sok lakója kivándorolt. 1880-ban 244-en éltek itt. A trianoni diktátum előtt Sáros vármegye Kisszebeni járásához tartozott.
1946-ig szeszgyár működött a községben. Földműves szövetkezetét 1958-ban alapították.

## Népessége
| Év:            | 1994. | 2004.   | 2014.   | 2024.   |
| -------------- | ----- | ------- | ------- | ------- |
| Emberek száma: | 479   | 494     | 531     | 537     |
| Eltérés:       |       | +3,13 % | +7,48 % | +1,12 % |

| Év:            | 2023. | 2024.   |
| -------------- | ----- | ------- |
| Emberek száma: | 529   | 537     |
| Eltérés:       |       | +1,51 % |

1910-ben 276, túlnyomórészt szlovák lakosa volt.
2001-ben 478 szlovák lakosa volt.
2011-ben 525 lakosából 506 szlovák.

## Nevezetességei
- Szent Kereszt temploma 1800-ban épült a régi templom helyén klasszicista stílusban.
- Kastélya a 19. század utolsó harmadában, historizáló stílusban épült.